# سیستم سرگرمی نینتندو

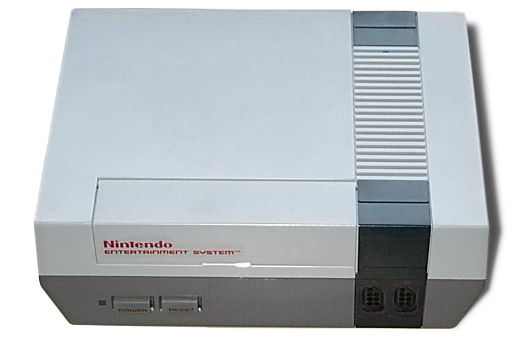
ان‌ای‌اس

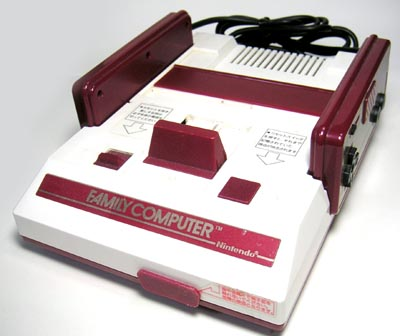
فمی‌کام

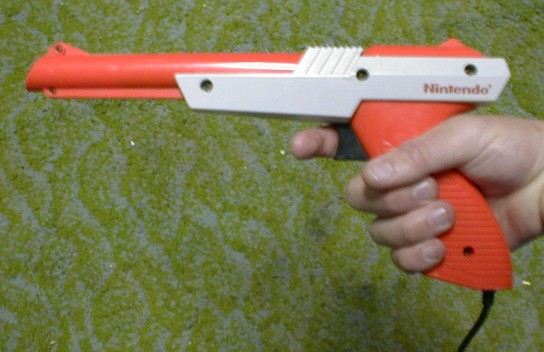
ان ای سی زپر، تفنگ نوری نینتندو

ان‌ای‌اس (NES: Nintendo Entertainment System) سیستم سرگرمی نینتندو که گاهی به سادگی نینتندو یا نینتندو ۸ نیز نامیده می‌شود؛ یک کنسول بازی ۸ بیتی است که در سال ۱۹۸۳ میلادی توسط شرکت ژاپنی نینتندو با نام‌های فمیکام (Famicom) و Family Computer در ژاپن و سایر نقاط آسیا و با نام Nintendo Entertainment System در آمریکا و اروپا عرضه شد. این محصول بزرگترین عامل موفقیت مجدد بازی‌های رایانه‌ای پس از رکود نسبی این صنعت در سال ۱۹۸۳ محسوب می‌شود. دستگاه NES در ایران به اشتباه بیشتر با نام «میکرو» یا «میکرو جنیوس» شناخته می‌شد که در واقع نام یک محصول تایوانی مبتنی بر استانداردهای NES بود. این محصول با اینکه از لحاظ فنی کمی از سگا مسترسیستم ضعیف تر بود اما سلطهٔ کامل این محصول (ان ای اس) در بازار جهانی مانع موفقیت مسترسیستم شد.
از این کنسول به عنوان بهترین کنسول بازی تمام ادوار یاد می‌شود.

## بازی‌های معروف
- برادران سوپر ماریو، طبق کتاب رکوردهای جهانی (گینس) پس از گذشت بیش از ۲۱ سال هنوز مقام پرفروشترین بازی کامپیوتری تاریخ را در اختیار دارد.
- نینجا گیدن
- دابل دراگون
- جزیره ماجرا
- افسانهٔ زلدا
- فوتبالیست‌ها
- مگامن
- فاینال فانتزی ۱
- فاینال فانتزی ۲
- شاتر هند

## شبیه‌ساز در کامپیوتر شخصی
توسط علاقه‌مندان به این دستگاه نرم‌افزارهای زیادی برای شبیه‌سازی این بازی‌ها بر روی کامپیوتر شخصی تهیه شده‌است؛ و به راحتی با بارگذاری ROM بازی‌ها در این نرم‌افزارها، محیط بازی بر روی مانیتور به‌طور کامل شبیه‌سازی می‌گردند. رام‌ها به راحتی بر روی چندین وب‌سایت اینترنتی قابل دسترسی‌اند. شرکت نینتندو نیز گویا تصمیم به عدم شکایت از این سایت‌ها و تهیه‌کنندگان این نرم‌افزارها گرفته‌است.
نام برخی از این نرم‌افزارها به قرار زیرند:
- Nester
- VirtuaNES
- Nestopia
- Jnes